# ورود زنده‌ها ممنوع
ورود زنده‌ها ممنوع فیلم سینمایی جواد مزدآبادی و ساخت سال ۱۳۸۹ است.

## بازیگران
| بازیگر         | نقش           |
| -------------- | ------------- |
| مجید صالحی     | ذبیح          |
| علی صادقی      | غلام          |
| بهنوش بختیاری  | افسانه        |
| بهاره رهنما    | زیور          |
| علیرضا خمسه    | کیارش         |
| مهران رجبی     | کیانفر        |
| ساعد هدایتی    | دوست کیارش    |
| مریم سلطانی    | دختر مهندس    |
| حسن علیرضایی   | پسر متوفی     |
| حلیمه سعیدی    | مادر زیور     |
| اسدالله یکتا   | کارگر کارخانه |
| هوشنگ حریرچیان | پدر غلام      |
| حشمت آرمیده    | مهندس         |

## خلاصه فیلم
ذبیح و غلام، دو شخصیت محوری این داستان، از طبقات پایین اجتماع هستند که طی ماجراهایی طنزآمیز اتومبیل نعش‌کش خود را از دست می‌دهند و مجبور می‌شوند برای گذران زندگی، با موتورسیکلت، جنازه‌های مشتریان خود را جابه‌جا کنند، سکانس رویارویی ذبیح و غلام مجید صالحی و علی صادقی با پسر متوفی حسن علیرضایی از سکانسهای جذاب فیلم است.

## بن‌مایه
- ماهنامهٔ فیلم‌نگار، شماره ۹۵، شهریور ۱۳۸۹، سال نهم